# Royal Botanic Society

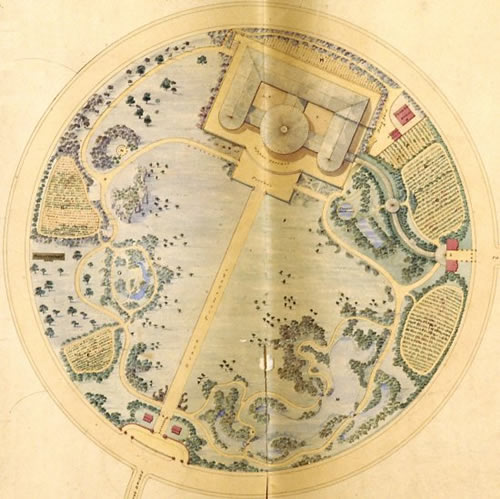
Un design pentru Royal Botanic Society în Regent's Park, Londra, de Decimus Burton, 1840.

Royal Botanic Society a fost  o societate savantă fondată în 1839. Scopul său a fost de a promova "botanica în toate ramurile sale, și aplicațiile sale." Imediat după ce a fost stabilită, aceasta a concesionat terenurile din Cercul Interior din Regent's Park, Londra, pentru utilizare ca o grădină experimentală. Grădina a fost deschisă pentru membrii și oaspeții lor și, de asemenea, pentru publicul larg, pentru o taxă, în anumite zile ale săptămânii. Acesta a inclus mari sere cu palmieri și o seră cu nuferi. În timpul verii, expoziții florale, sărbători și alte distracții erau organizate acolo.
În 1932, ea nu a reușit să asigure o reînnoire a contractului de închiriere, iar Societatea a fost dizolvată. Înregistrările sale rămase au fost depuse în Biblioteca Publică St. Marylebone.
Situl a devenit Grădinile Reginei Mary, conduse de Royal Parks Agency, și este complet deschis publicului larg, fără a se percepe o taxă ca parte din Regent's Park.
Royal Botanic Society nu a fost legată de Royal Botanic Gardens, Kew.

## Linkuri externe
- http://www.nationalarchives.gov.uk/a2a/records.aspx?cat=094-rbs&cid=0
- http://www.gardenvisit.com/book/history_of_garden_design_and_gardening/chapter_4_british__gardens_(1100-1830)/royal_botanic_society_in__regents_park
- „Materiale de arhivă referitoare la Royal Botanic Society”. UK National Archives.